# Moskwa-Passażyrskaja-Pawieleckaja

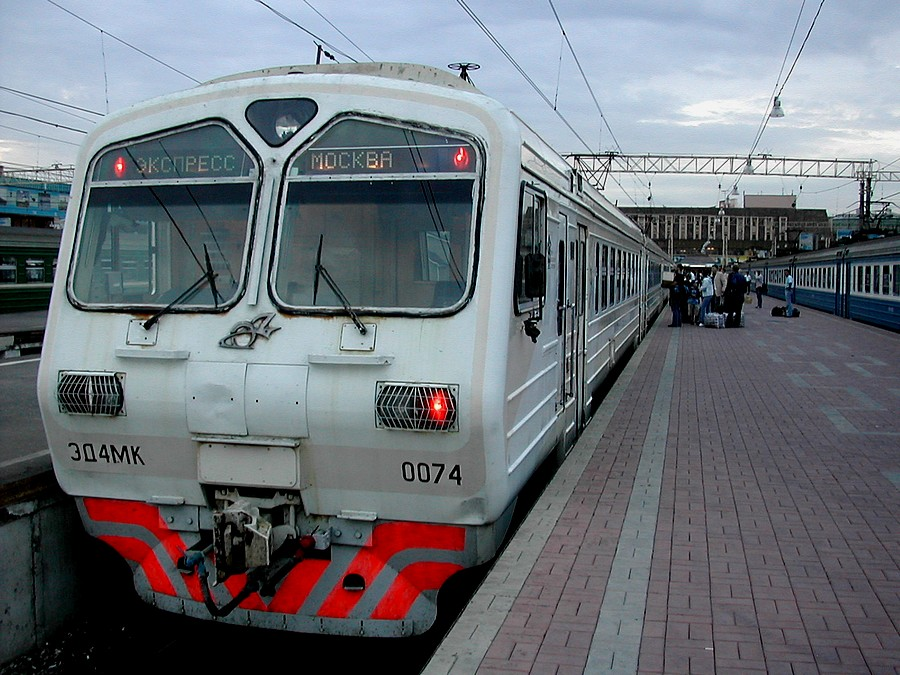
„Express” na lotnisko Domodiedowo przed odjazdem z Dworca Paweleckiego

Moskwa-Passażyrskaja-Pawieleckaja (ros. Москва-Пассажирская-Павелецкая) – jedna z 9 największych stacji kolejowych w Moskwie, nazywana również Dworcem Paweleckim (ros. Павеле́цкий вокзал). Obsługuje połączenia w kierunku południowo-wschodnim od Moskwy. Z dworca odjeżdżają pociągi Aeroexpress na lotnisko Domodiedowo.